# Procédure d'approche
Pour les articles homonymes, voir Approche.
La procédure d'approche d'un avion définit les trajectoires et altitudes à respecter avant l'atterrissage.
Elle peut s'effectuer à vue ou aux instruments. Le pilote est tenu de respecter les procédures publiées dans des cartes d'approche par les autorités du pays.

## Pilotage

Phase d'approche d'un aéroport

L'approche est la phase du vol située entre la croisière et l'atterrissage.
Au cours de l'approche, le pilote réduit la vitesse et l'altitude de l'aéronef tout en l'alignant sur l'axe de la piste.

## Approche à vue
Il existe deux types bien distinct d’approches a vue :
- la Manœuvre à Vue Imposée (MVI) ou (VPT) en anglais, qui est publiée dans les cartes d’information aéronautique et, si elle est empruntée, doit respecter un tracé strict en trajectoire et en altitude. Durant une procédure VPT le pilote est à tout instant en vue du sol ;
- la Manœuvre à Vue Libre (MVL), n’est quant à elle pas publiée dans les cartes d’information aéronautique et ne requiert donc pas de suivre un tracé précis.

Dans ce cas, le pilote est en vue de la piste d'atterrissage. Il assure pouvoir garder la vue de la piste pendant le reste de l’approche et il quitte la trajectoire publiée de l'approche aux instruments. Il gère sa trajectoire et sa hauteur en fonction des connaissances de son appareil. 
Pour maintenir le bon plan d'approche dans l'axe de la piste, le pilote peut être aidé par un dispositif visuel lumineux de type PAPI ou T-VASIS.

Extrait Arrêté du 28 juin 2011 (relatif aux conditions techniques d'exploitation d'avions)
1.435 TERMINOLOGIE  

(8) Approche à vue : approche au cours de laquelle la procédure d'approche aux instruments n'est pas exécutée ou est interrompue et où l'approche est effectuée à l'aide de références visuelles du terrain.

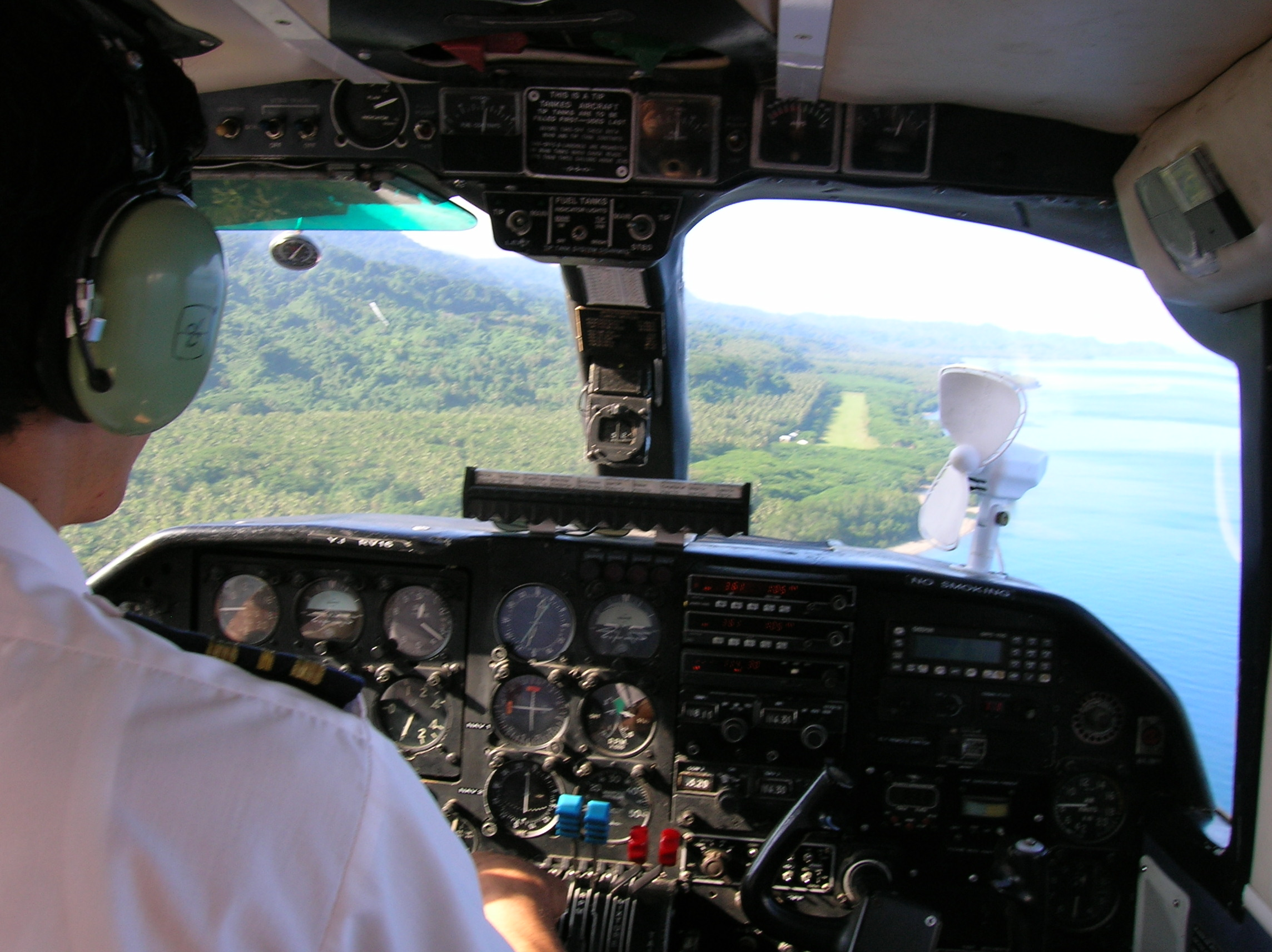
Approche à vue de l'aérodrome de Lonorore.

Un aéronef en vol IFR peut ne pas exécuter une procédure d’approche aux instruments publiée ou approuvée ou ne pas en poursuivre l’exécution pour effectuer une approche à vue par repérage visuel du sol si les conditions suivantes sont réunies :
- le pilote voit l’aérodrome ;
- le pilote peut garder le contact visuel avec le sol ;
- le pilote juge que la visibilité et le plafond permettent une approche à vue et estime l’atterrissage possible ;
- de nuit, le plafond n’est pas inférieur à l’altitude minimale de secteur ou, le cas échéant, de la trajectoire de ralliement empruntée ;
- en espace aérien contrôlé, le pilote a reçu une autorisation d’approche à vue ;
- le pilote respecte les éventuelles consignes particulières propres à l’approche à vue sur l’aérodrome considéré et les restrictions d’évolution vers la piste émises par l’organisme de contrôle de la circulation aérienne[1].

## Approche aux instruments
La procédure d'approche d'un avion en régime de vol aux instruments définit les trajectoires et hauteurs à suivre par l'appareil avant son atterrissage. Elle est la suite de la procédure d'arrivée (ou STAR). Elle se décompose généralement en quatre segments :
- le segment initial ;
- le segment intermédiaire ;
- le segment final ;
- le segment d'approche interrompue (API).

Cette procédure peut être conventionnelle si elle utilise des stations au sol de type NDB, VOR ou ILS ou RNP si elle utilise la navigation basée sur la performance. Dans les deux cas, elle peut être de précision ou de non-précision.

### Segment initial
Il commence à l'IAF (initial approach fix, ou Point de commencement de l'approche) et se termine à l'IF (intermediate fix, ou repère d'approche intermédiaire). Il marque le passage de l'avion du statut en route au statut en approche.
En approche initiale, la MFO (marge de franchissement d'obstacle) est de minimum 984 ft.
Toutefois, pour raccourcir la trajectoire d'approche aux instruments, le pilote peut demander au contrôle une « autorisation d'approche directe » si l'aéronef évolue en espace aérien contrôlé pendant la procédure. Il n'est alors pas obligé de passer par le IAF, et peut rejoindre directement le segment intermédiaire en fonction de l'altitude minimale de secteur et de l'altitude de la procédure.

### Segment intermédiaire
Il commence à l'IF et se termine au FAF (final approach fix, ou repère d'approche final). C'est dans ce segment que l'avion adopte sa configuration atterrissage : la vitesse et la position sont ajustées en vue d'entrer dans le segment d'approche final.
En approche intermédiaire, la MFO passe de 984 ft à 500 ft.

### Segment final

MDA = minimum descent altitude
MDH = minimum decision height
MAPt = missed approach point

Il commence au FAF et se poursuit jusqu'à la MDA/H (minimum descent altitude, Altitude minimale de descente) pour une approche classique ou à la DH (decision height, hauteur de décision) pour une approche de précision. 
Pour les procédures sans FAF, le segment final commence à la fin du virage de procédure ou de la procédure d'inversion. Le pilote poursuit sur ce segment la descente vers la piste d'atterrissage.
À la MDA/H, ou à la DA/H, si le pilote a la vue du sol (et donc de la piste) et estime pouvoir se poser, il poursuit l'approche et l'atterrissage par repérage visuel.
Les références visuelles permettant de poursuivre l'approche en dessous des minima sont :
- un élément du balise lumineux d'approche ;
- le seuil ;
- les marques de seuil ;
- les feux de seuil ;
- les feux d'identification du seuil ;
- l'indicateur lumineux de pente d'approche ;
- l'aire de touché des roues ;
- les feux de l'aire de touché des roues ;
- les feux de bordure de piste.

Si ce n'est pas le cas, il conserve l'altitude de la MDA jusqu'au MAPT (missed approach point, ou point d'approche interrompue) dans le cas d'une approche classique, puis il suit la procédure d'approche interrompue publiée.
Dans le cas d'une approche de précision, si les repères visuels ne sont pas acquis à la DH, le pilote interrompt l'approche et suit la procédure d'approche interrompue publiée

### Segment d'approche interrompue
Il commence au MAPT et définit la procédure de remise de gaz vers une position d'attente, une position permettant une nouvelle approche ou vers une position marquant le début d'un déroutement vers un autre aéroport.

### Baïonnette
Dans le cas de pistes parallèles, il est possible en cas de nécessité (piste encombrée…)  et sur certains aéroports, de changer de piste au dernier moment en effectuant une baïonnette pour rejoindre la piste libre.

### Atterrissage par faible visibilité
L'OACI a prévu plusieurs possibilités d'atterrir selon les équipements à bord et au sol :
| Catégories | Hauteur de décision (DH) | limite de RVR     |
| ---------- | ------------------------ | ----------------- |
| I          | plus que 200 ft          | 550 m ou 1 800 ft |
| II         | moins que 200 ft         | 350 m ou 1 200 ft |
| IIIa       | moins que 100 ft         | 200 m ou 700 ft   |
| IIIb       | moins que 50 ft          | 50 m ou 150 ft    |
| IIIc       | aucune                   | aucune visibilité |

## Approches de type PBN (GNSS)

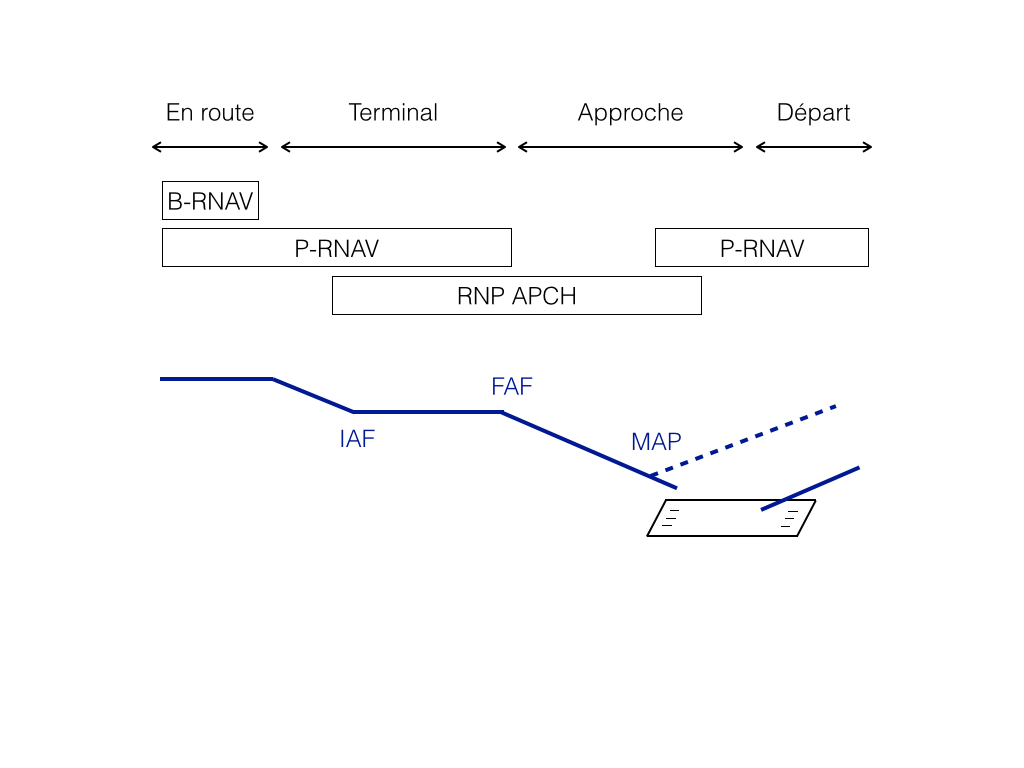
La phase d'approche au cours d'un vol aux instruments en navigation de surface.

En navigation de surface, les approches finales d'aérodromes sont identifiées sous le signe RNP(GNSS) ou RNAV(GPS). Elles sont de 3 types suivant la méthode utilisée pour se localiser dans le plan vertical. La précision latérale durant l'approche finale est de 0,3 mille nautique pendant 95 % du temps. Un système de surveillance et d'alerte doit être présent à bord. La position de l'avion doit être indiquée continuellement sur un instrument de bord soit en marquant la position sur une carte soit en indiquant un écart par rapport à la trajectoire attendue.

### Approche RNP de non précision (LNAV)
La localisation dans le plan vertical se fait comme pour les approches de non précision conventionnelles en utilisant une vitesse verticale, un plan de descente ou une référence barométrique. La position sur la trajectoire est vérifiée par une mesure de distance. La descente se fait jusqu'à une altitude de descente minimum (MDA) et un point d'approche manquée (MAPt).

### Approche avec navigation verticale barométrique (LNAV/VNAV)
La localisation dans le plan vertical se fait avec une référence barométrique. L'écart latéral doit être visualisé sur un instrument primaire (HSI par exemple). Un écart de plus ou moins 25 mètres doit être clairement identifiable par le pilote. L'écart vertical est visualisé sur le PFD (Primary Flight Display), un écart supérieur à 75 pieds lorsque l'aéronef se situe sous 1000 pieds AAL (Above Aerodrome Level) entraîne une remise des gaz. La descente se fait jusqu'à une altitude de décision (DA) qui dépend de la vitesse d'approche de l'aéronef à sa masse maximale.

### Approche de précision avec navigation verticale satellitaire (LPV)
La localisation dans le plan vertical se fait comme pour la localisation latérale avec un système de navigation par satellites (GNSS) plus un système de correction type SBAS (EGNOS, WAAS...). L'affichage est similaire à celui pour une approche ILS avec une précision latérale de 1,5 mètre et verticale de 2 mètres. La descente se fait jusqu'à une altitude de décision (DA).